# Showscan
Showscan er et filmformat, der kombinerer 70mm-film med en billedhastighed på 60 billeder i sekundet (2½ gange hurtigere end normal film). Dette giver en ekstremt høj billedkvalitet og en øget illusion af dybde uden brug af konventionel S3D-teknologi.
Showscan er især blevet brugt i forlystelsesparker, ofte kombineret med bevægelige, computerstyrede tilskuersæder.
Teknikken blev udviklet af Douglas Trumbull, der også er kendt for de visuelle effekter i film såsom Rumrejsen år 2001.
Firmaet bag formatet, Showscan Film Corporation, gik konkurs i 2002, og teknikken ejes i dag af Showscan Entertainment.

## Fodnoter
1. ↑  Nicolas Barbano: Ny teknik gør en ende på biografens mørke, Illustreret Videnskab nr. 3, 1991
2. ↑  IMDb: Show's Over For Showscan